# Ken Larsen
Ken Larsen (Calgary, 11 novembre 1935 – 21 settembre 2012) è stato un cestista canadese.

## Carriera
Con il Canada ha disputato i Giochi panamericani di Chicago 1959 e i Campionati del mondo del 1963.